# Castello di Gallipoli
Il castello di Gallipoli, circondato quasi completamente dal mare, si erge con la sua imponente mole all'estremità orientale dell'isola che ospita il borgo antico. Edificato, molto probabilmente, già dall'XI secolo su preesistenti fortificazioni romane, fu ricostruito nel XIII secolo in epoca bizantina. Fu più volte rimaneggiato dai conquistatori che si susseguirono nel corso dei secoli.

## Descrizione

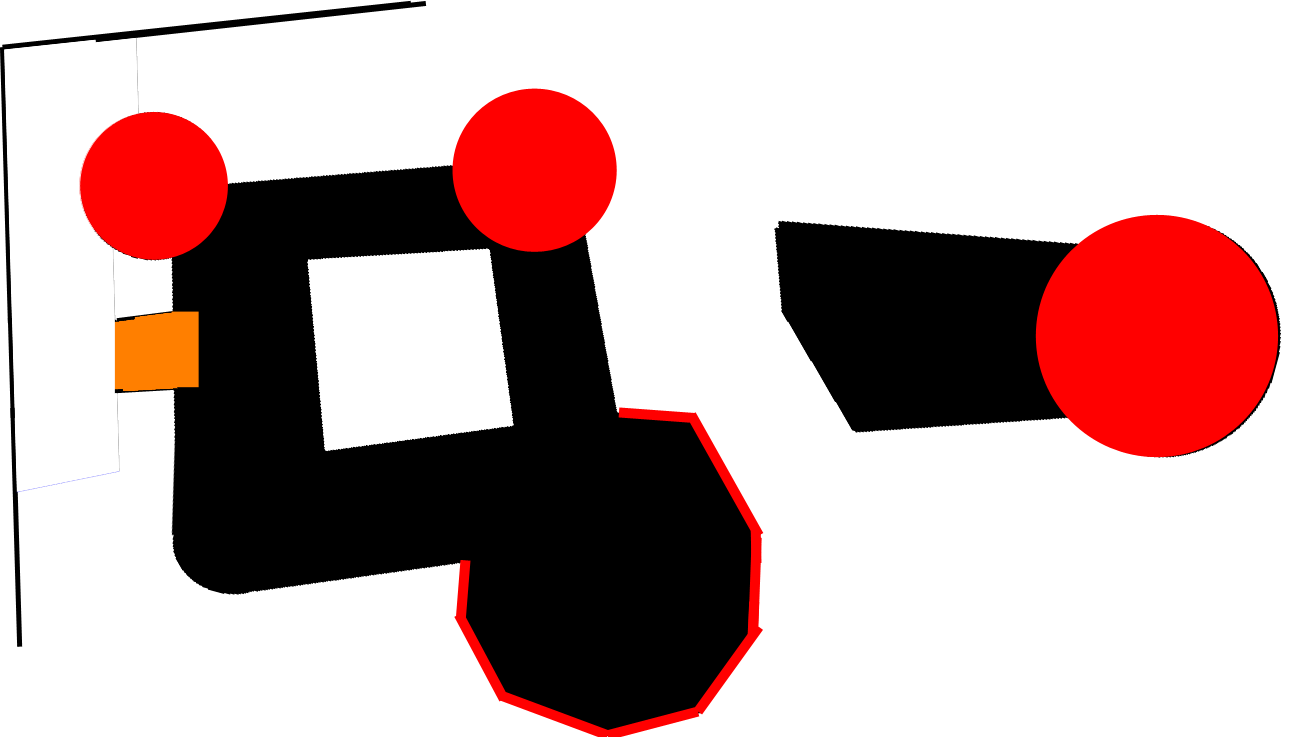
Mappa.

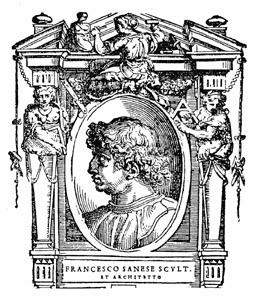
Francesco di Giorgio Martini, architetto.

Posto a guardia della città e del porto, un tempo crocevia di fiorenti commerci, presenta una pianta quadrangolare munita di tre torrioni circolari e di una torre poligonale.
Costruito dopo il 265 a.C. come fortezza per alloggio dei legionari e difesa per la città, molto probabilmente fu distrutto o almeno gravemente danneggiato nel V secolo dai Vandali e dai Goti. Fu ricostruito durante il dominio bizantino e la sua esistenza è attestata da una lettera recante l'anno 599 scritta da Papa Gregorio Magno che si congratulava con il nuovo tribuno bizantino Occiliano e lo invitava a non abusare del castello di Gallipoli perché esso è di proprietà della Chiesa di Roma. Il castello di Gallipoli aveva una sola torre (corrispondente all'attuale torre poligonale) che era collegata alla città tramite una struttura a puntone a sua volta provvista di fortificazioni e bocche di fuoco con all'estremità un ponte levatoio che lo collegava alla torre. Resistette all'assedio di Roberto il Guiscardo del 1055-56 e nel 1071 fu occupato dai Normanni. Durante la presenza nordica il castello fu abitato dalla guarigione normanna anche se ridotto in stato di rudere, e l'unico ricordo di quel periodo è l'incisione dell'anno 1132 sull'attuale portone d'ingresso. Ristrutturato nella prima metà del 1200 da Federico II di Svevia, fu ancora più potenziato dagli Angiò nel 1320 (incisa sempre sul portone d'ingresso). Tra il XV e il XVI secolo, sotto i domini degli Angioini e degli Aragonesi, il castello fu oggetto di sostanziali modifiche: venne isolato da un fossato su tutti i lati e, nel 1522, la necessità di rendere efficiente il sistema di difesa divenuto obsoleto, portò alla realizzazione della cortina di levante, il Rivellino. Progettato dall'architetto senese Francesco di Giorgio Martini, il quale lavorò per conto di Alfonso II di Napoli, era stato costruito per difendere la via d'ingresso alla città e per impedire un accampamento fisso a eventuali nemici che avessero attaccato da terra. Inizialmente attaccato al castello, nel XVII secolo fu staccato dalla fortificazione per aggiungere una torre quadrata che venne sovrapposta all'attuale torre della bandiera, nascondendone una parte. Accanto al Rivellino fu costruito un altro ponte che partiva dalla riva opposta, vicino alla chiesa di Santa Cristina, per finire direttamente in un accesso secondario del castello e dello stesso Rivellino. Si possono ancora vedere i suoi resti accanto alla torretta difensiva del Rivellino (in pietra) e nell'accesso di quest'ultimo (in legno).
La torre ospita ancora le originarie catapulte e i cannoni usati per difendere la città.
Nel Cinquecento, il ponte levatoio che collegava il castello alla città fu sostituito da uno in muratura. L'interno ospita grandi sale con volte a botte e a crociera, vari cunicoli e camminamenti. La forma della fortezza rimase invariata sino alla seconda metà dell'Ottocento; fra il 1870 e il 1879 fu riempito il fossato e la facciata fu coperta con la costruzione del mercato ittico.
Nelle varie epoche vi trovarono rifugio, tra gli altri Filippo e Roberto d'Angiò (1306-1327), la regina di Napoli Giovanna II (1414) Ferdinando I (1463) e Isabella d'Aragona (1495). Secondo alcuni storici nel castello di Gallipoli nacque il pittore Giuseppe Ribera, lo Spagnoletto.

## Critiche
Nel maggio del 2013, il docente universitario di archeologia presso la facoltà di Beni culturali dell'Università del Salento Paul Arthur si è soffermato sullo stato attuale del castello definendo così la città: «Gallipoli è un buco nero nella mappa salentina dei siti archeologici e monumentali»; l'abbandono del castello è indice di una scarsa attenzione verso la memoria storica.

## Riapertura
L'amministrazione comunale della cittadina ionica, nel 2013 ha pubblicato un bando per la riapertura e la gestione dell'antico maniero. Nel 2014, a seguito dell'aggiudicazione, in soli sei mesi, grazie al lavoro dell'Agenzia di Comunicazione Orione di Maglie, con il coordinamento generale di Luigi Orione Amato e la direzione artistica dell'architetto Raffaela Zizzari, è stato reso fruibile un percorso di visita che mira a ricostruire la storia della città e dell'antico maniero, senza alterarne il carattere e senza avere la pretesa di essere un restauro integrale del monumento che richiederebbe ben altre risorse per ritornare agli antichi splendori.
Il castello demaniale riapre per la prima volta al pubblico il 5 luglio 2014: partecipano alla cerimonia le autorità civili, religiose e militari.
Il Castello di Gallipoli è diventato meta per migliaia di turisti provenienti da tutto il mondo, dalla Puglia e dal Salento ma soprattutto per i cittadini della città che da decenni vedevano negata la possibilità di apprezzare sale, torrioni, gallerie, corridoi, di ammirare la luce del sole sulle pareti dell'atrio e il panorama che regalano le terrazze circondate dal mare Jonio. Nel 2015 ha ospitato una mostra di e con Michelangelo Pistoletto che ha nominato il maniero gallipolino Ambasciata del Terzo Paradiso..
Dall'estate 2015 è stato scelto come location del Premio Barocco.
Grazie ai risultati della gestione e della valorizzazione, il castello, in solo diciotto mesi, beneficiando del federalismo demaniale culturale, dall'aprile 2016 è diventato patrimonio comunale contribuendo ad arricchire l'offerta culturale del territorio.
Il castello venne riaperto parzialmente nel 1977, su iniziativa dei componenti dell'associazione culturale gallipolina "Gallipoli Nostra" (oggi diretta dallo storico locale Elio Pindinelli). Per l'occasione fu invitato Dario Antoniozzi.

## Galleria d'immagini

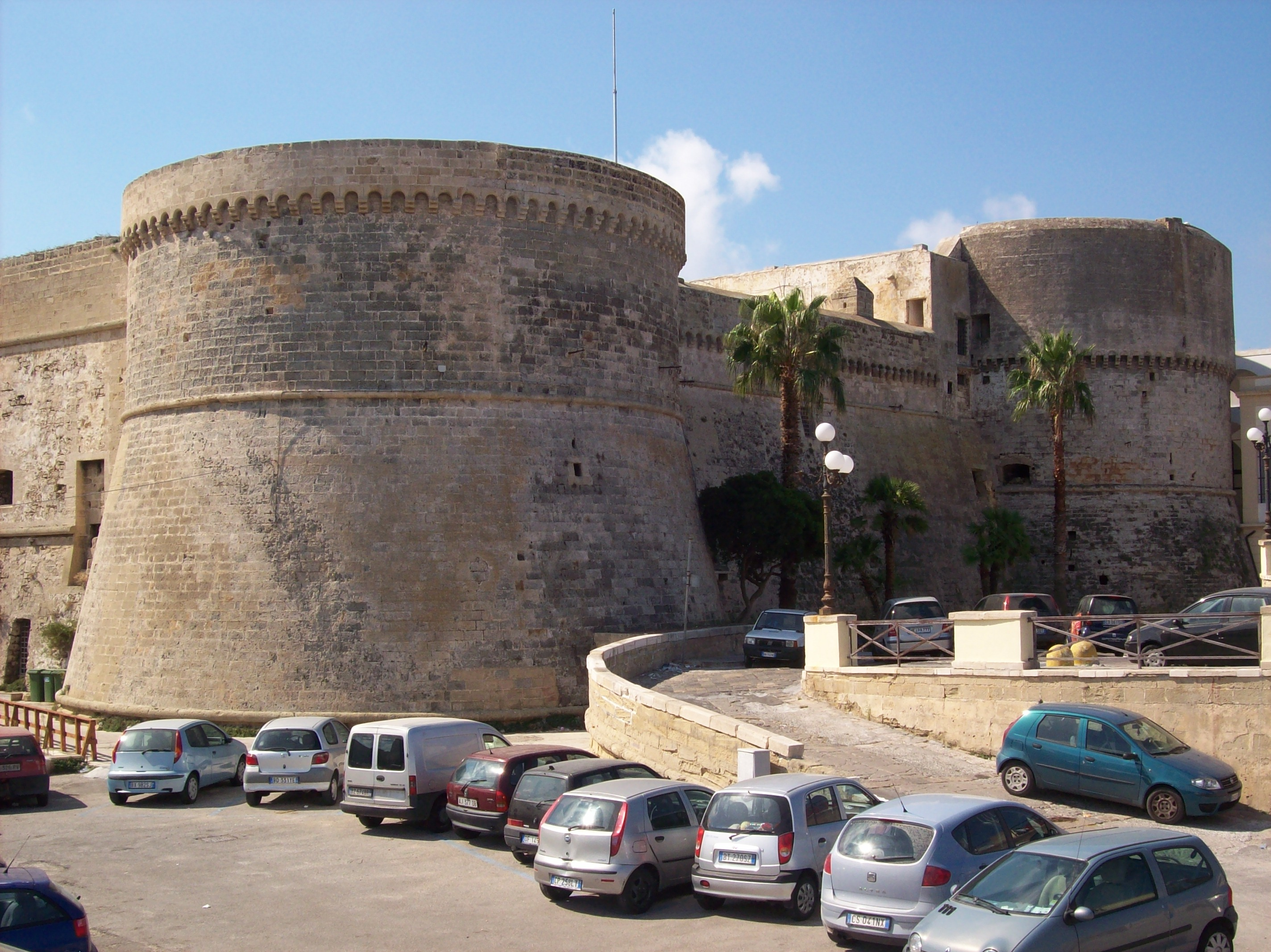
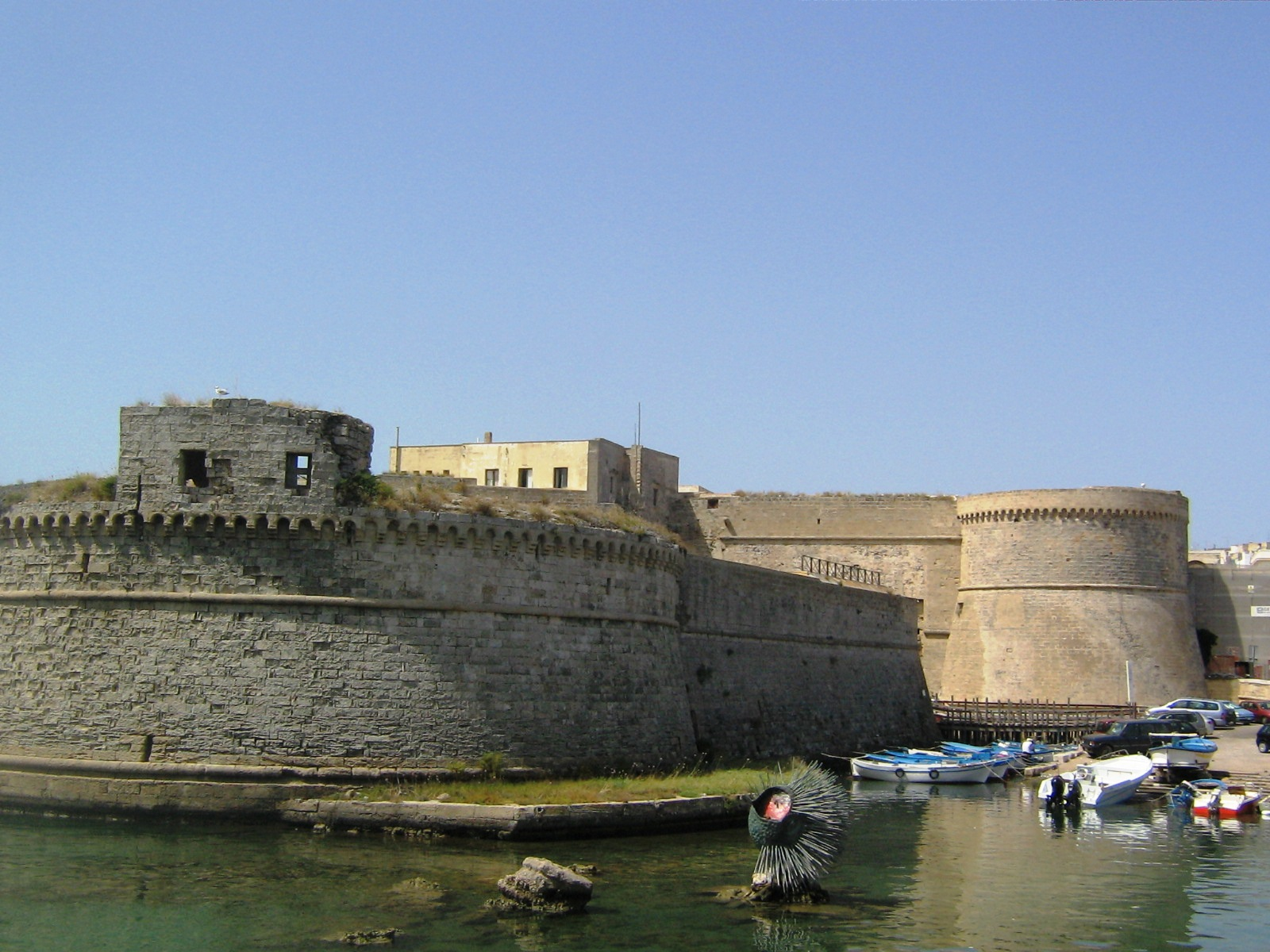
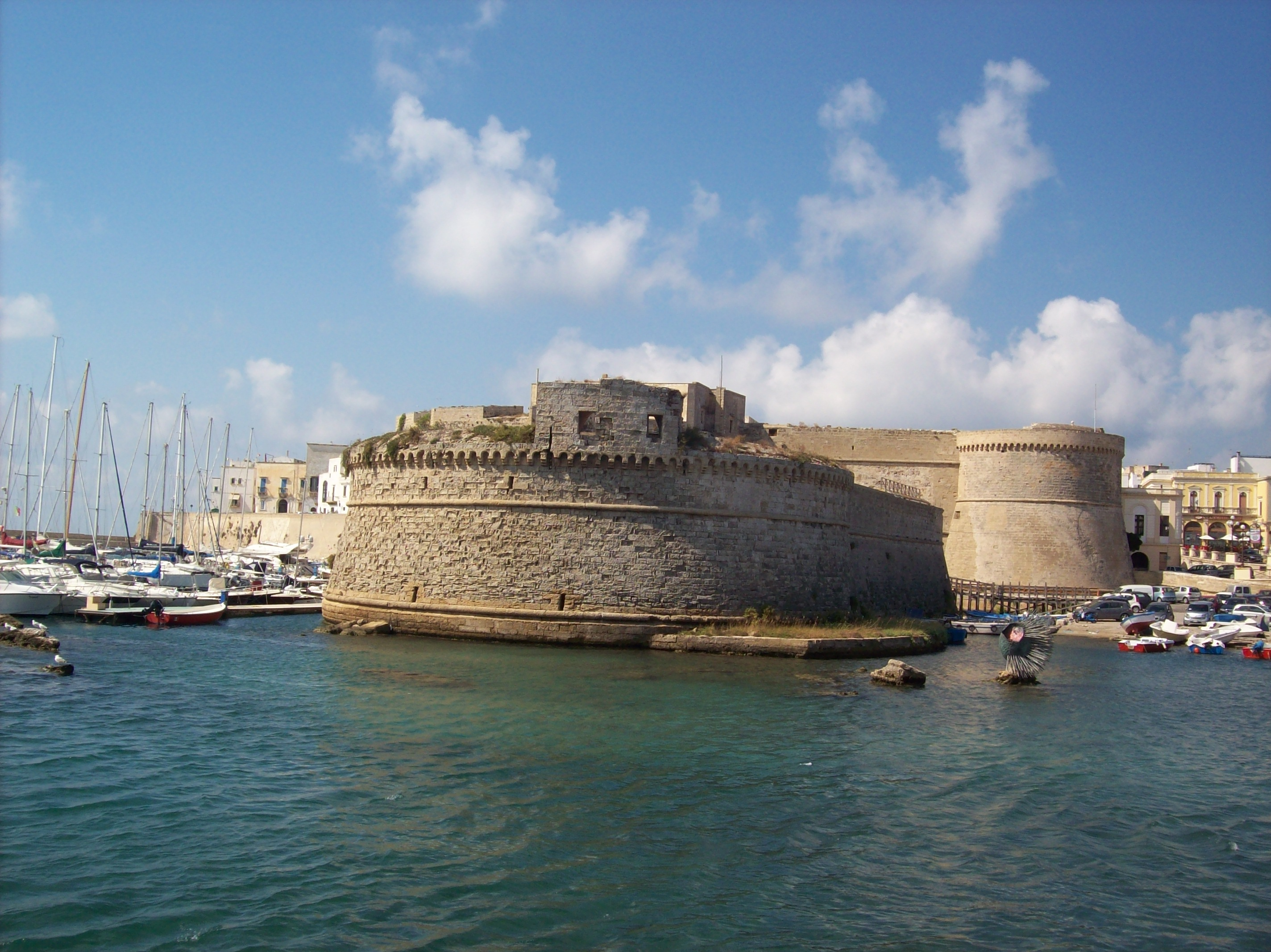
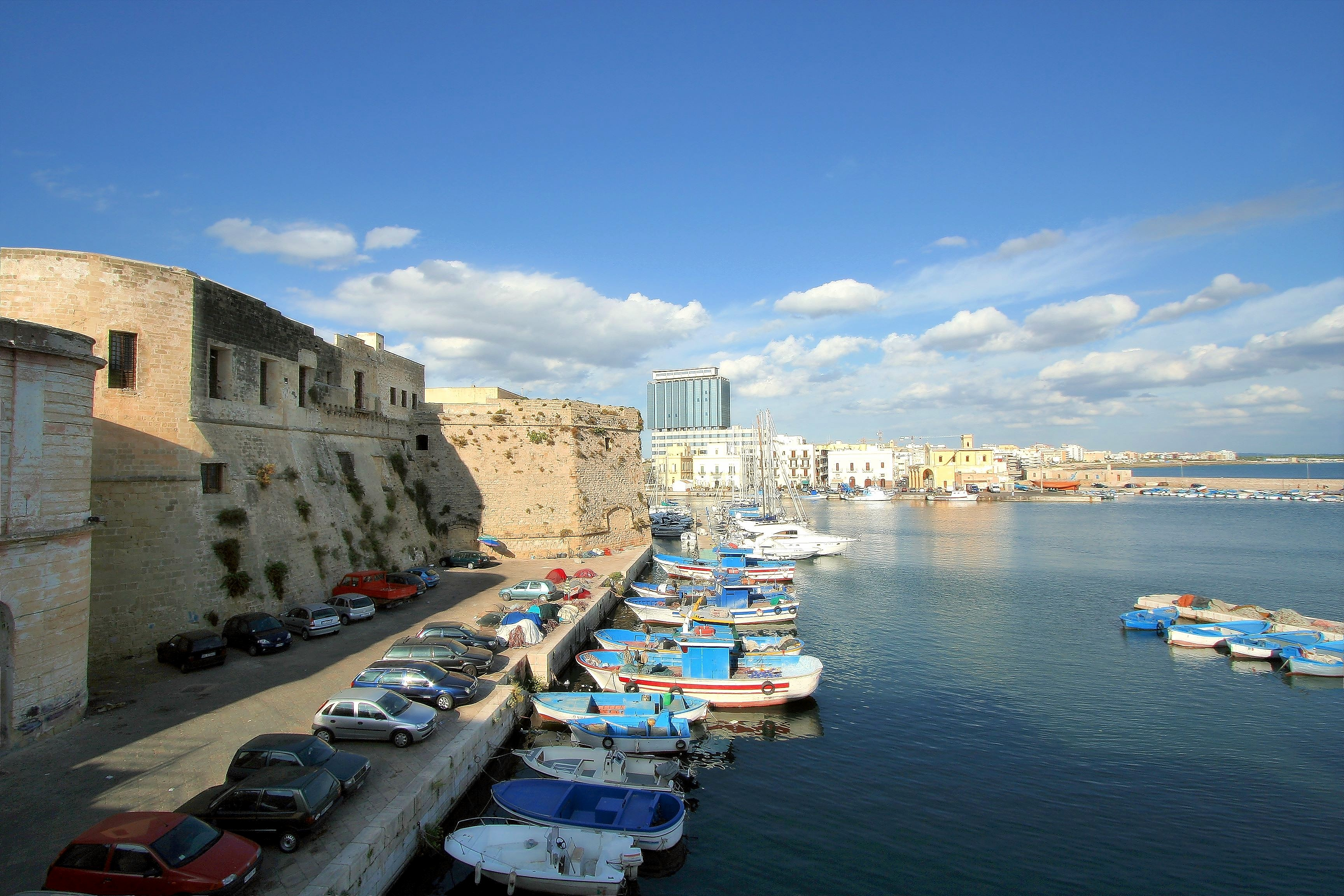